# Сан-Жуан-ду-Арагуая

Сан-Жуан-ду-Арагуая на карте штата.

Сан-Жуан-ду-Арагуая (порт. São João do Araguaia) — муниципалитет в Бразилии, входит в штат Пара. Составная часть мезорегиона Юго-восток штата Пара. Входит в экономико-статистический микрорегион Мараба. Население составляет 13 155 человек на 2010 год. Занимает площадь 1279,889 км². Плотность населения — 10,28 чел./км².

## Демография
Согласно сведениям, собранным в ходе переписи 2010 г. Национальным институтом географии и статистики (IBGE), население муниципалитета составляет:
| Полное население                               | Полное население                               | Полное население                               | Полное население                               | 13 155 |
| ---------------------------------------------- | ---------------------------------------------- | ---------------------------------------------- | ---------------------------------------------- | ------ |
| в том числе:                                   | Городское население                            | 2586                                           | Процент городского населения, %                | 19,66  |
|                                                | Сельское население                             | 10 569                                         | Процент сельского населения, %                 | 80,34  |
|                                                | Мужское население                              | 7149                                           | Процент мужского населения, %                  | 54,34  |
|                                                | Женское население                              | 6006                                           | Процент женского населения, %                  | 45,66  |
| Плотность населения, чел/км²                   | Плотность населения, чел/км²                   | Плотность населения, чел/км²                   | Плотность населения, чел/км²                   | 10,28  |
| Население муниципалитета в % к населению штата | Население муниципалитета в % к населению штата | Население муниципалитета в % к населению штата | Население муниципалитета в % к населению штата | 0,17   |

По данным оценки 2015 года, население муниципалитета составляет 13 521 жителя.

## Статистика
- Валовой внутренний продукт на 2003 год составляет 24 383 696,00 реалов (данные: Бразильский институт географии и статистики).
- Валовой внутренний продукт на душу населения на 2003 год составляет 1632,98 реалов (данные: Бразильский институт географии и статистики).
- Индекс развития человеческого потенциала на 2000 год составляет 0,582 (данные: Программа развития ООН).

## Административное деление
Муниципалитет состоит из 2 дистриктов:
| № | Наименование дистрикта | Наименование дистрикта (порт.) | Территория, км² | Население, чел.(2010) | Население, чел.(2010) | Население, чел.(2010) | Плотность, чел./км² | Код дистрикта |
| № | Наименование дистрикта | Наименование дистрикта (порт.) | Территория, км² | всего                 | городское             | сельское              | Плотность, чел./км² | Код дистрикта |
| 1 | Сан-Жуан-ду-Арагуая    | São João do Araguaia           | 548             | 9113                  | 1752                  | 7361                  | 16,64               | 150750805     |
| 2 | Апинажес               | Apinagés                       | 732,22          | 4042                  | 834                   | 3208                  | 5,52                | 150750810     |

## Важнейшие населенные пункты
| № | Населённый пункт           | Населённый пункт (порт.)   | Категория | Население чел. (2010) | На карте                       |
| - | -------------------------- | -------------------------- | --------- | --------------------- | ------------------------------ |
| 1 | Сан-Жуан-ду-Арагуая        | São João do Araguaia       | город     | 1752                  | 5°21′36″ ю. ш. 48°47′33″ з. д. |
| 2 | Вила-Понта-ди-Педру        | Vila Ponta de Pedro        | поселок   | 1183                  | 5°27′14″ ю. ш. 48°54′25″ з. д. |
| 3 | Вила-1°-ди-Марсу           | Vila 1° de Março           | поселок   | 1107                  | 5°24′58″ ю. ш. 48°56′37″ з. д. |
| 4 | Апинажес                   | Apinagés                   | поселок   | 834                   | 5°23′32″ ю. ш. 48°45′03″ з. д. |
| 5 | Вила-Диаманти              | Vila Diamante              | поселок   | 806                   | 5°28′15″ ю. ш. 48°48′07″ з. д. |
| 6 | Вила-Жозе-Мартинс-Феррейра | Vila José Martins Ferreira | поселок   | 375                   | 5°34′00″ ю. ш. 48°32′15″ з. д. |
| 7 | Кажазейрас                 | Cajazeiras                 | поселок   | 156                   | 5°24′30″ ю. ш. 48°48′05″ з. д. |